# Omkväde
Omkväde är en eller flera versrader som upprepas i stroferna i en dikt.
Omkväden är särskilt karaktäristiska för den medeltida balladen och folkvisor, där försångaren föredrog den egentliga texten, medan samtliga dansande stämde in i omkvädet. Ofta är omkvädet endast en trall, håhåhå, hej faderia, faderalleralla eller liknande. I senare efterbildningar av ballader förändras ofta omkvädet alltefter sammanhanget.
Inom modern schlager utgör refrängen en motsvarighet och på danska heter refräng fortfarande omkvæd och på norska omkved.
En slags omkväde är de stef som förekommer i den fornvästnordiska drapan, vilka dock endast förekommer i mitten av dikten och även där inte i alla strofer.
Kända sånger med omkväden är "Staffansvisan" ("vi tackom nu så gärna — allt för den ljusa stjärnan") och balladen Scarborough Fair om "Scarborough fair" (parsley, sage, rosemary and thyme). Omkväde användes flitigt i fornnordisk diktning, till exempel sångerna i den poetiska Eddan.